# USS Key (DE-348)
USS Key (DE-348) là một tàu hộ tống khu trục lớp John C. Butler từng phục vụ cùng Hải quân Hoa Kỳ trong Chiến tranh Thế giới thứ hai. Nó là chiếc tàu chiến duy nhất của Hải quân Hoa Kỳ được đặt cái tên này, theo tên Trung úy Thủy quân Lục chiến Eugene Morland Key (1916–1942), người từng phục vụ cùng Tiểu đoàn 1 Biệt kích Thủy quân Lục chiến tại quần đảo Solomon, đã tử trận trong Trận Tulagi vào ngày 7 tháng 8, 1942 và được truy tặng Huân chương Chữ thập Hải quân. Nó đã phục vụ trong suốt Thế chiến II, được cho ngừng hoạt động sau khi xung đột chấm dứt, rồi cuối cùng bị bán để tháo dỡ vào năm 1972. Key được tặng thưởng một Ngôi sao Chiến trận do thành tích phục vụ trong Thế Chiến II.

## Thiết kế và chế tạo
Lớp John C. Butler được thiết kế nhằm đáp ứng nhu cầu một số lượng lớn nhưng rẻ tiền của một kiểu tàu hộ tống chống tàu ngầm để hộ tống các đoàn tàu vận tải vượt đại dương. Chúng có chiều dài chung 306 foot (93,3 m), mạn tàu rộng 36 foot 10 inch (11,2 m) và mớn nước 13 foot 4 inch (4,1 m), trọng lượng choán nước tiêu chuẩn 1.350 tấn Anh (1.372 t), và lên đến 1.745 tấn Anh (1.773 t) khi đầy tải, với một thủy thủ đoàn bao gồm 14 sĩ quan và 201 thủy thủ. Con tàu được vận hành bởi hai turbine hơi nước hộp số Westinghouse; hơi nước được cung cấp bởi hai nồi hơi "D" Express, tạo ra công suất 12.000 mã lực càng (8.900 kW) và cho phép đạt được tốc độ tối đa 24 hải lý trên giờ (44 km/h; 28 mph). Nó có tầm hoạt động 6.000 hải lý (11.000 km; 6.900 mi) ở tốc độ đường trường 12 hải lý trên giờ (22 km/h; 14 mph).
Dàn vũ khí chính bao gồm hai tháp pháo 5-inch/38 caliber đa dụng nòng đơn, được dẫn đường bởi hệ thống điều khiển hỏa lực Mark 51; vũ khí phòng không gồm hai khẩu đội Bofors 40 mm L/60 nòng đôi và mười khẩu Oerlikon 20 mm nòng đơn cũng được dẫn đường bởi hệ thống Mark 51. Ngoài ba ống phóng ngư lôi 21 inch (533 mm), vũ khí chống ngầm bao gồm hai đường ray thả mìn sâu, tám máy phóng mìn sâu K-gun cùng một dàn súng cối chống ngầm Hedgehog. Con tàu được trang bị sonar kiểu QC, radar dò tìm mặt biển SL và radar dò tìm không trung SA.
Key được đặt lườn tại xưởng tàu của hãng Consolidated Steel Corporation ở Orange, Texas vào ngày 14 tháng 12, 1943. Nó được hạ thủy vào ngày 12 tháng 2, 1944, được đỡ đầu bởi bà Ira F. Key, mẹ của Trung úy Key, và được cho nhập biên chế cùng Hải quân Hoa Kỳ vào ngày 5 tháng 6, 1944 dưới quyền chỉ huy của Hạm trưởng, Thiếu tá Hải quân Franklin Duerr Buckley.

## Lịch sử hoạt động

### Mặt trận Đại Tây Dương
Sau khi hoàn tất việc chạy thử máy huấn luyện tại khu vực Bermuda, Key hoạt động từ căn cứ Norfolk, Virginia, trong vai trò huấn luyện thủy thủ đoàn các tàu hộ tống khu trục trong tương lai và tuần tra chống tàu ngầm dọc bờ biển Đại Tây Dương. Nó rời Hampton Roads vào ngày 20 tháng 9 hộ tống một đoàn tàu vận tải vượt Đại Tây Dương để đi sang Naples, Ý rồi quay trở về New York vào ngày 24 tháng 10. Nó được nâng cấp những thiết bị và vũ khí mới nhất nhằm chuẩn bị để được điều động sang Mặt trận Thái Bình Dương, rồi rời New York vào ngày 10 tháng 11 trong thành phần Đội hộ tống 76.

### Mặt trận Thái Bình Dương
Băng qua kênh đào Panama, Key đi đến Hollandia, New Guinea vào ngày 27 tháng 12. Trong giai đoạn từ ngày 1 tháng 1 đến ngày 6 tháng 2, 1945, nó thực hiện năm chuyến hộ tống vận tải giữa Hollandia và vịnh Leyte, rồi từ ngày 9 tháng 2 bắt đầu hoạt động tuần tra chống tàu ngầm ở phía Đông vịnh Leyte. Đến ngày 19 tháng 2, nó đi sang khu vực vịnh Mangarin, Mindoro để làm nhiệm vụ tương tự tại khu vực biển Đông. Quay trở lại Leyte vào ngày 14 tháng 3, nó hoạt động tại khu vực vịnh Leyte và Polloc, Mindanao để hộ tống tàu bè đi lại giữa vịnh Lingayen, Luzon; Zamboanga, Mindanao; Jolo, quần đảo Sulu; Legaspi và Manila, Luzon. Sau khi hộ tống một đoàn tàu đổ bộ LSM và LCI đi đến vịnh Davao vào ngày 15 tháng 5, nó bắn hải pháo phá hủy một căn cứ tàu tuần tra Nhật Bản tại Piso Point trước khi quay trở về Polloc vào ngày 17 tháng 5.
Key có thêm một chuyến hộ tống vận tải khác đến vịnh Davao, vịnh Leyte, và Legaspi, Luzon trước khi rời vịnh Manila vào ngày 11 tháng 6 để chuyển sang phục vụ tại khu vực Đông Ấn thuộc Hà Lan. Đi đến Morotai vào ngày 14 tháng 6, nó hộ tống một đoàn tàu LCI đi sang Tawitawi từ ngày 23 đến ngày 26 tháng 6, rồi hộ tống một đoàn tàu vận tải khởi hành vào ngày 28 tháng 6, đi đến một điểm tập trung lực lượng đổ bộ nhằm chuẩn bị cho cuộc đổ bộ lên Balikpapan, Borneo. Tại Balikpapan vào ngày 7 tháng 7, nó cứu vớt một người sống sót từ một tàu LCI bị đắm do trúng thủy lôi trong cảng. Con tàu tiếp tục tuần tra chống tàu ngầm tại khu vực cho đến ngày 22 tháng 7, khi nó lên đường đi ngang qua Morotai để quay trở về vịnh Leyte vào ngày 4 tháng 8. Nó vẫn đang hoạt động tại khu vực vịnh Leyte khi Nhật Bản chấp nhận đầu hàng vào ngày 15 tháng 8, giúp chấm dứt vĩnh viễn cuộc xung đột.
Key tiếp tục hoạt động tuần tra chống tàu ngầm tại phía Đông Leyte từ ngày 22 đến ngày 31 tháng 8, và hộ tống một đoàn tàu đi Ulithi thuộc quần đảo Caroline trước khi đi Manila vào ngày 8 tháng 9. Từ ngày 18 tháng 9 đến ngày 23 tháng 11, nó thực hiện hai chuyến hộ tống vận tải từ vịnh Manila sang Okinawa để hỗ trợ cho hoạt động của lực lượng chiếm đóng tại Nhật Bản. Con tàu rời vịnh Manila vào ngày 25 tháng 11, đón những hành khách là cựu quân nhân lên tàu tại Guiuan, Samar hai ngày sau đó rồi quay trở về Hoa Kỳ, đi đến San Pedro, Los Angeles vào ngày 17 tháng 12. 
Key được cho xuất biên chế tại Terminal Island, Los Angeles vào ngày 9 tháng 7, 1946, và được đưa về Hạm đội Dự bị Thái Bình Dương, neo đậu tại Bremerton, Washington. Tên nó được cho rút khỏi danh sách Đăng bạ Hải quân vào ngày 1 tháng 3, 1972, và con tàu cuối cùng bị bán để tháo dỡ vào ngày 19 tháng 12, 1972.

## Phần thưởng
Key được tặng thưởng một Ngôi sao Chiến trận do thành tích phục vụ trong Thế Chiến II.
| Bronze star |  |  |
|             |  |  |

| Huân chương Chiến dịch Hoa Kỳ                      | Huân chương Chiến dịch Hoa Kỳ        | Huân chương Chiến dịch Châu Á-Thái Bình Dương với 1 Ngôi sao Chiến trận | Huân chương Chiến dịch Châu Á-Thái Bình Dương với 1 Ngôi sao Chiến trận |
| Huân chương Chiến dịch Châu Âu-Châu Phi-Trung Đông | Huân chương Chiến thắng Thế Chiến II | Huân chương Chiến thắng Thế Chiến II                                    | Huân chương Giải phóng Philippine                                       |